# 羅篤熹
羅篤熹（1919年7月2日—2009年12月4日），聖名瑪竇，四川仁壽縣人。是中國天主教嘉定教區（四川樂山）的主教。

## 生平
1940至46年在成都聖母領報修院學習。1950年代至1980年務農。1983年晉鐸。1985年任嘉定教區副主教。1993年晉牧，一年後獲梵蒂岡承認。2009年12月4日因「冠心病心肌梗死伴心力衰竭呼吸衰竭」去世。
他生前是中國天主教愛國會副主席、全國政協委員。